# Berettyóújfalui járás
A Berettyóújfalui járás Hajdú-Bihar vármegyéhez tartozó járás Magyarországon, amely 2013-ban jött létre. Székhelye Berettyóújfalu. Területe 1073,90 km², népessége 43 635 fő, népsűrűsége 41 fő/km² volt a 2012. évi adatok szerint. Három város (Berettyóújfalu, Biharkeresztes és Komádi) és 22 község tartozik hozzá.
A Berettyóújfalui járás a járások 1983-as megszüntetése előtt is mindvégig létezett, és székhelye az állandó járási székhelyek kijelölése (1886) óta végig Berettyóújfalu volt. Az 1950-es megyerendezés előtt Bihar vármegyéhez tartozott.

## Települései
| Település       | Rang (2013. július 15.) | Közös hivatal    | Népesség (2012. január 1.) | Terület (km²) | Településvezető                       |
| --------------- | ----------------------- | ---------------- | -------------------------- | ------------- | ------------------------------------- |
| Berettyóújfalu  | járásszékhely város     | Berettyóújfalui  | 15 167                     | 170,98        | Muraközi István (Fidesz-KDNP)         |
| Biharkeresztes  | város                   | Biharkeresztesi  | 4 149                      | 49,26         | Dani Béla Péter (Független)           |
| Komádi          | város                   | Komádi           | 5 172                      | 144,65        | Tóth Ferenc (Fidesz-KDNP)             |
| Csökmő          | nagyközség              | Csökmői          | 1 756                      | 68,97         | Nagy Tibor (Fidesz-KDNP)              |
| Zsáka           | nagyközség              | Zsákai           | 1 544                      | 78,81         | Gitye János (Független)               |
| Ártánd          | község                  | Biharkeresztesi  | 502                        | 19,82         | Benkő Sándor (Független)              |
| Bakonszeg       | község                  | Furtai           | 1 160                      | 35,03         | Gara Péter (Független)                |
| Bedő            | község                  | Berekböszörményi | 252                        | 10,2          | Zsíros Sándor (Független)             |
| Berekböszörmény | község                  | Berekböszörményi | 1 749                      | 42,84         | Nagy Ernő (Független)                 |
| Bojt            | község                  | Biharkeresztesi  | 489                        | 26,88         | Bereginé Szegedi Hajnalka (Független) |
| Darvas          | község                  | Zsákai           | 527                        | 42,31         | Takács Attila (Független)             |
| Furta           | község                  | Furtai           | 1 136                      | 42,85         | Gácsi József (Független)              |
| Gáborján        | község                  | Gáborjáni        | 876                        | 26,46         | Mező Gyula (Fidesz-KDNP)              |
| Hencida         | község                  | Szentpéterszegi  | 1 275                      | 34,79         | Szémán László (Független)             |
| Körösszakál     | község                  | Berekböszörményi | 814                        | 15,02         | Pálfi Tamás (Független)               |
| Körösszegapáti  | község                  | Körösszegapáti   | 882                        | 45,85         | Tarsoly Attila (Fidesz-KDNP)          |
| Magyarhomorog   | község                  | Körösszegapáti   | 868                        | 39,56         | Vajda Róbert Károly (Független)       |
| Mezőpeterd      | község                  | Körösszegapáti   | 533                        | 18,23         | Pap Miklós (Független)                |
| Mezősas         | község                  | Körösszegapáti   | 591                        | 26,39         | Somi László (Fidesz-KDNP)             |
| Nagykereki      | község                  | Biharkeresztesi  | 1 205                      | 37,27         | Zilai Károly (Független)              |
| Szentpéterszeg  | község                  | Szentpéterszegi  | 1 111                      | 25,51         | Kiss Gábor Csaba (Független)          |
| Told            | község                  | Biharkeresztesi  | 310                        | 14,91         | Béres Barnabás Mihály (Független)     |
| Újiráz          | község                  | Csökmői          | 505                        | 15,47         | Furák Károly (Független)              |
| Váncsod         | község                  | Gáborjáni        | 1 221                      | 34,43         | Szalay Csaba (Fidesz-KDNP)            |
| Vekerd          | község                  | Furtai           | 112                        | 7,41          | Juhász István (Fidesz-KDNP)           |